# Bolborhinum tubericeps
Bolborhinum tubericeps är en skalbaggsart som beskrevs av Leon Fairmaire 1856. Bolborhinum tubericeps ingår i släktet Bolborhinum och familjen Bolboceratidae. Inga underarter finns listade.